# BACS
BACS (англ. The Bankers Automated Clearing Services (BACS)) — платёжная система Великобритании, которая осуществляет электронный зачёт кредитовых и дебетовых проводок согласно распоряжению участников системы с прямым зачислением сумм на счета или списанием их со счетов без использования чеков или др. бумажных носителей. В настоящий момент услугами Bacs Direct Credit Salary Service пользуются более 90 % работающих британцев.

## Технология работы
Наиболее распространённая операция в этой системе — прямое зачисление заработной платы на банковские счета получателя. В Великобритании около 2/3 всех месячных выплат зарплаты сотрудникам частных фирм и государственных служащих проходит через BACS. Информация в систему поступает в виде записей на магнитных лентах, кассетах и или передаются через терминалы, которые непосредственно соединены с компьютерным центром. 

BACS выполняет также значительный объём платежей в форме «постоянных доверенностей» (Прямое дебетование или Direct Debit), которые являются инструкциями клиентов о регулярном переводе с их счётов средств для оплаты разного рода взносов, страховых премий, очередных платежей по кредитам, ипотеки и др. Выполняя этот вид обслуживания, банки-участники системы ежедневно приводят в действие «мастер-файл», где записаны инструкции клиентов. Обработка информации и осуществление платежа в системе BACS осуществляется в течение 3-х дней:
- 1-й день: получение входящей информации для прямых кредитовых и дебетовых проводок. В этот день отбираются платежи, срок которых наступает в указанный день. Магнитную ленту с записью кредитных проводок (или другой носитель информации), банки, которые ведут счета получателей, передают в BACS. Одновременно ведомости поступают в центральную бухгалтерию банка для дебетового списания сумм со счёта клиента.
- 2-й день: на основе ведомостей из центральной бухгалтерии главного банка отделения дебетуют текущие счета плательщиков. На основании этой информации изготавливаются новые ленты и посылаются банкам-получателям то есть банки участники от BACS получают магнитные ленты и обрабатывают информацию.
- 3-й день: банки-получатели обрабатывают полученную информацию и зачисляют деньги на счёт клиента.

Существует ещё одна форма обслуживания, которая выполняется через BACS — «прямое дебетование» счёта.
Эта операция аналогична операции «простого поручения», но здесь сумма и время зачисления не фиксируются заранее, а могут изменяться. Владелец счёта уполномочивает банк принять платёжное поручение от определённых лиц или фирм и списать со счёта любые суммы, которые указаны в этих требованиях. Такие требования могут поступать от ассоциаций, клубов, страховых компаний.

## Внешние ссылки
- BACS website
- Voca website
- APACS — the UK Payments Association
- Criticism of BACS Архивная копия от 11 марта 2007 на Wayback Machine in Daily Telegraph article
- OFT welcomes details on faster clearance on electronic payments  (недоступная ссылка с 24-05-2013 [4295 дней] — история, копия)
- BBC News — Clearing times
- BBC News — Banking hitch delays workers' pay (29 March 2007)
- BACS Approved Solution Suppliers List  (недоступная ссылка с 24-05-2013 [4295 дней] — история, копия)